# داستین اینگرام
داستین اینگرام (انگلیسی: Dustin Ingram؛ زادهٔ ۲۵ ژانویهٔ ۱۹۹۰) هنرپیشه، موسیقی‌دان اهل American است. وی از سال ۲۰۰۳ میلادی تاکنون مشغول فعالیت بوده‌است. از فیلم‌ها و مجموعه‌های تلویزیونی که داستین در آن‌ها به ایفای نقش پرداخته است می‌توان به خون حقیقی، نگهبانان و واینل اشاره کرد.